# Charkowska Obwodowa Administracja Państwowa
Charkowska Obwodowa Administracja Państwowa, COAP (ukr. Харківська обласна державна адміністрація, ХОДА) – obwodowa administracja państwowa (ODA), działająca w obwodzie charkowskim Ukrainy.

## Przewodniczący ODA
- Ołeksandr Maselski (7 lipca 1995 – 12 kwietnia 1996)
- Ołeh Domin (p.o., 8 maja 1996 – 8 sierpnia 1996)
- Ołeh Domin (8 sierpnia 1996 – 27 października 2000)
- Jewhen Kusznariow (27 października 2000 – 17 grudnia 2004)
- Stepan Maselski (17 grudnia 2004 – 4 lutego 2005)
- Arsen Awakow (4 lutego 2005 – luty 2010)
- Wołodymyr Babajew (p.o., luty – 18 marca 2010)
- Mychajło Dobkin (18 marca 2010 – 2 marca 2014)
- samozwańczy ludowi gubernatorzy Charkowskiej Republiki Ludowej z poparciem rosyjskim (2014)
  - Jurij Apuchtin (od 7 do 8 kwietnia 2014)
  - Wołodymyr Warszawski (21 kwietnia 2014)
- Ihor Bałuta (2 marca 2014 – 3 lutego 2015)
- Ihor Rajnin (3 lutego 2015 – 29 sierpnia 2016)
- Julia Switłyczna (29 sierpnia 2016 – 5 listopada 2019[1])
- Ołeksij Kuczer (5 listopada 2019[2] – 27 listopada 2020[3])
- Aina Timczuk (27 listopada 2020[4] – 11 sierpnia 2021[5])
- Ołeksandr Skakun (p.o., 11 sierpnia 2021[6] – 24 grudnia 2021)
- Ołeh Syniehubow (od 24 grudnia 2021[7])